# Parisina Malatesta
Parisina Malatesta, nascida Laura (Cesena, outubro de 1404 – Ferrara, 21 de maio de 1425) foi uma nobre italiana. Ela foi marquesa de Ferrara como a segunda esposa de Nicolau III d'Este. Ela teve um caso amoroso com o enteado, Hugo, o que levou a execução dos dois por Nicolau. 

## Família
Laura foi a única filha nascida de Andrea Malatesta, senhor de Cesena e Fossombrone, e de sua segunda esposa, Lucrécia Ordelaffi.
Os seus avós paternos eram Galeoto I Malatesta, senhor de Rimini e Isabel de Varano. Os seus avós maternos eram Francisco III Ordelaffi, senhor de Forlì e Catarina Gonzaga de Novellara. Ela era sobrinha paterna de Margarida Gonzaga, esposa do Francisco I Gonzaga, senhor de Mântua.
Pelo primeiro casamento do pai com Rengarda Alidosio de Ímola, teve três meio-irmãos mais velhos: Galeoto, marido de Nicolina da Varano, Isabel, esposa de Obizzo da Polenta de Ravena, e Antônia, esposa de João Maria Visconti, duque de Milão.
Não teve meio-irmãos por parte do terceiro casamento de Andrea com Polissena Sanseverino de Venosa.

## Biografia
Parisina tinha apenas alguns dias de vida quando a mãe, Lucrécia, foi envenenada pelo próprio pai, Franscico Ordelaffi. Isso ocorreu pois Lucrécia não teria tolerado que seu pai, Francisco, ao morrer, deixasse o estado de Forlì nas mãos de seu irmão ilegítimo, Antônio. A senhora tentou, portanto, derrubar o senhorio tomando posse, com a ajuda do marido, Andrea, da fortaleza de Ravaldino, que pertencia a família. Mas seu pai, embora doente, descobriu o engano e mandou envenená-la, em 1404. Assim, Parisina cresceu na corte do tio, Carlos I Malatesta, em Rimini.
Segundo Matteo Bandello que nasceu 60 anos após a morte de Parisina, ela seria:
"bela e vaga e [...] ousada e lasciva, com dois olhos que brilhavam amorosamente em sua cabeça".
No ano de 1418, quando tinha entre 13 a 14 anos, Parisina se casou com o marquês Nicolau III d'Este, cuja primeira esposa, Gigliola de Carrara, tinha morrido alguns anos antes. Parisina, então, se mudou para a cidade de Ferrara, que estava devastada pela peste bubônica. Ela morava na Torre de Rigobello, em quartos debaixo da biblioteca, e também na residência chamada Delizia di Consandolo, construída pelo marquês. Parisina e Nicolau tiveram duas filhas gêmeas, além de um filho que morreu pouco tempo depois de nascer.

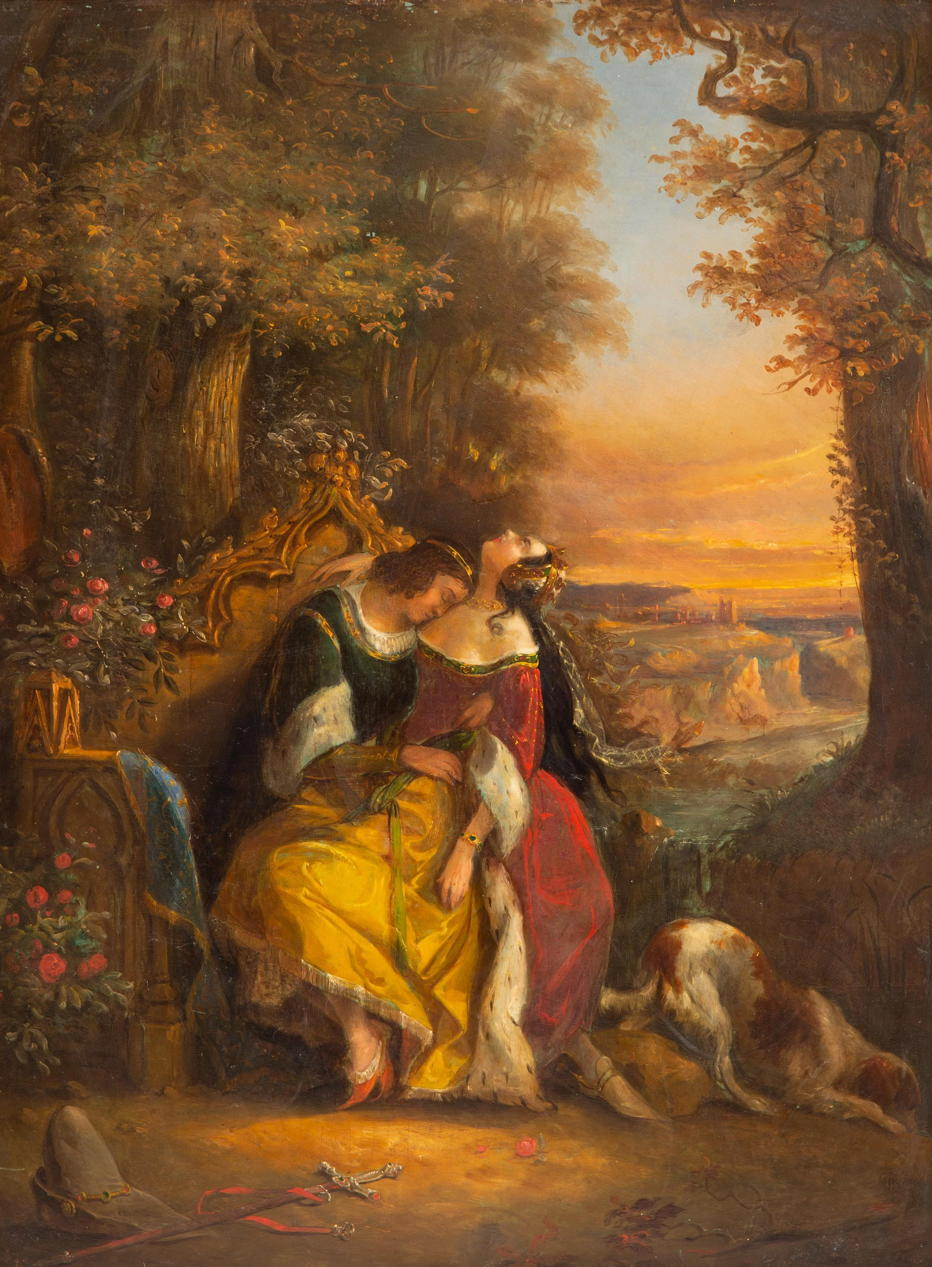
Parisina e Hugo por Thomas Jones Barker, 1842.

Parisina era muito bonita e embora ainda não tivesse quinze anos, era culta e bem preparada para a nova função com a qual se identificou com entusiasmo e seriedade, logo destacando as suas aptidões. Foi-lhe, portanto, fácil despertar o consenso e a benevolência de toda a corte à sua volta. No início teve dificuldade em reorganizar a nova casa, que na verdade estava um pouco abandonada: renovou os móveis, os estofados, abasteceu as despensas com bom senso e prudência. Ela prestou especial atenção ao escasso e desgastado guarda-roupa dos filhos de Nicolau, os quais vestiu com esmero e com o decoro exigido pela sua posição.
Segundo algumas fontes, durante uma viagem em 1424 para visitar a família dela, a marquesa foi acompanhada, segundo os desejos do marido, pelo jovem enteado, Hugo, filho ilegítimo de Nicolau com sua amante, Stella dei' Tolomei. Os dois jovens, assim, passaram a ser conhecer melhor em Ravena, e se tornaram amantes. Antes disso, contudo, Hugo havia tratado a nova madrasta com hostilidade. O relacionamento secreto continuou até a sua volta a Ferrara. Eles se encontravam nas residências dos Este: as Delizias di Belfiore, Fossadalbero e Quartesana. 
Outras fontes relatam, no entanto, que, para escapar da peste, em 1423, a marquesa se refugiou no Castelo de Fossadalbero acompanhado por Hugo, e foi lá que o relacionamento teria tido início.
Após ser relatada a traição por uma das servas de Parisina, Nicolau descobriu o caso; tomado pela dúvida e pelo ciúme, decidiu espiar os dois amantes através de uma abertura feita no chão do seu escritório que dava para o quarto da esposa. Assim, o marquês aprisionou Parisina e Hugo na masmorra do castelo, e ordenou a morte por decapitação de ambos, em maio de 1425.
A intercessão de alguns cortesãos influentes foi inútil. No dia 21 de maio, Hugo foi decapitado, com apenas 19 anos de idade, e Parisina, enquanto era conduzida à forca, ao saber que seu amado estava morto, exclamou: "Agora eu não quero mais viver", e "despojou-se de todos os enfeites com os seus próprios mãos, e enrolou-se num pano sobre a cabeça, e prestou-se ao golpe fatal que completou a cena fatal. Parisina tinha 20 anos. Ela foi enterrada na Igreja de São Francisco.
Após a morte de Parisina, Nicolau se casou com Ricarda de Saluzzo, com quem teve dois filhos.

## Na cultura popular

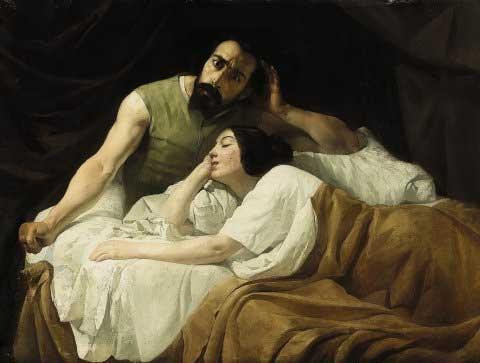
"O Sonho de Parisina" baseado no poema de Byron inspirado numa histório por Bandello; Pintura feita por Andrea Gastaldi.

- Ugo e Parisina um romance por Matteo Bandello;
- O historiador inglês Edward Gibbon contou a história, brevemente, em seu livro Miscellaneous Works of Edward Gibbon, de 1796:

"Baseado no testemunho de uma serva, e sua própria observação, o Marquês de Este descobriu o relacionamento incestuoso de sua esposa, Parisina, e Hugo, seu filho bastardo, um jovem belo e valente. Eles foram decapitados no castelo, pela sentença de um pai e de um marido, quem publicou sua desgraça, e sobreviveu à execução; Ele era desafortunado, se eles fossem culpados. Caso eles fossem inocentes, ele era ainda mais desafortunado; nem há nenhuma situação possível na qual eu possa dizer que sinceramente aprovo o último ato de injustiça de um pai;
- Lord Byron publicou o poema de 586 linhas intitulado Parisina em 1816. No poema, Azo (sua versão de Nicolau) descobre o caso quando Parisina, enquanto dorme, profere o nome de Hugo (Ugo). Nesta versão, Parisina e Hugo estavam noivos, antes de Azo ter decidido casar-se com ela. Azo, então, setencia o filho à morte O destino de Parisina é desconhecido, exceto pelo fato de que ela é forçada a testemunhar a execução de Hugom, e solta um grito que indica uma loucura iminente. Azo é atormentado pela sua decisão.;
- Um libreto por Felice Romani inspirado pelo poema de Byron foi transformado em ópera de três atos por Gaetano Donizetti, em 1833, também chamada de Parisina;
- Outra ópera de mesmo nome foi composta por Pietro Mascagni baseada na tragédia lírica escrita por Gabriele d'Annunzio, em 1912, como outra adaptação do poema de Byron;
- Outras obras menos conhecidas são uma ópera de 1878, escrita pelo uruguaio Tomás Giribaldi, e uma tragédia por Antonio Somma;
- Diversos artistas usaram a história de romance e tragédia como tema para suas obras, sendo eles: Girolamo Domenichini, Thomas Jones Barker, Ford Madox Brown (uma obra que foi perdida), Giuseppe Bertini, Gaetano Previati, Bartolomeo Giuliano, Domenico Morelli, Maria Orsola Castelnuovo e Achille Funi.

## Descendência
- Genebra d'Este (24 de março de 1419 – 12 de outubro de 1440), foi a primeira esposa de Sigismundo Pandolfo Malatesta, Senhor de Rimini, mas não teve filhos;
- Lúcia d'Este (24 de março de 1419 – 28 de junho de 1437), foi esposa de Carlos Gonzaga, Senhor de Sabioneta, mas não teve filhos;
- Alberto d'Este (n. e m. 1421).

## Galeria

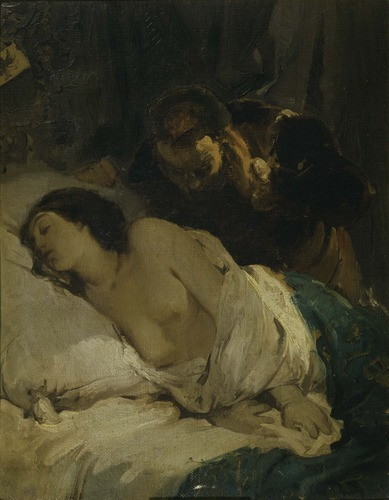
Obra de Giuseppe Bertini, de 1854.
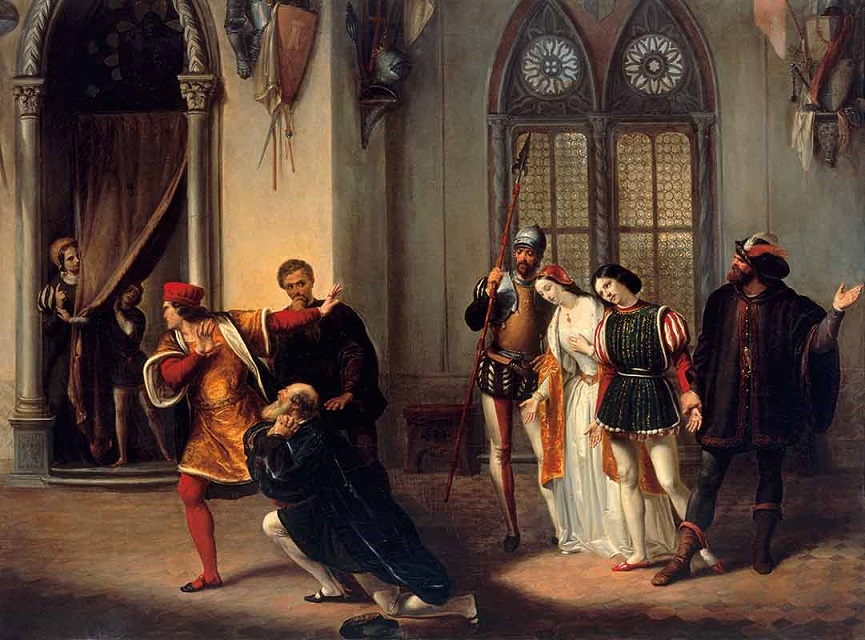
Nicolau condena os amantes à morte em pintura de Girolamo Domenichini, 1836; obra presente no Museo dell'Ottocento, em Ferrara.
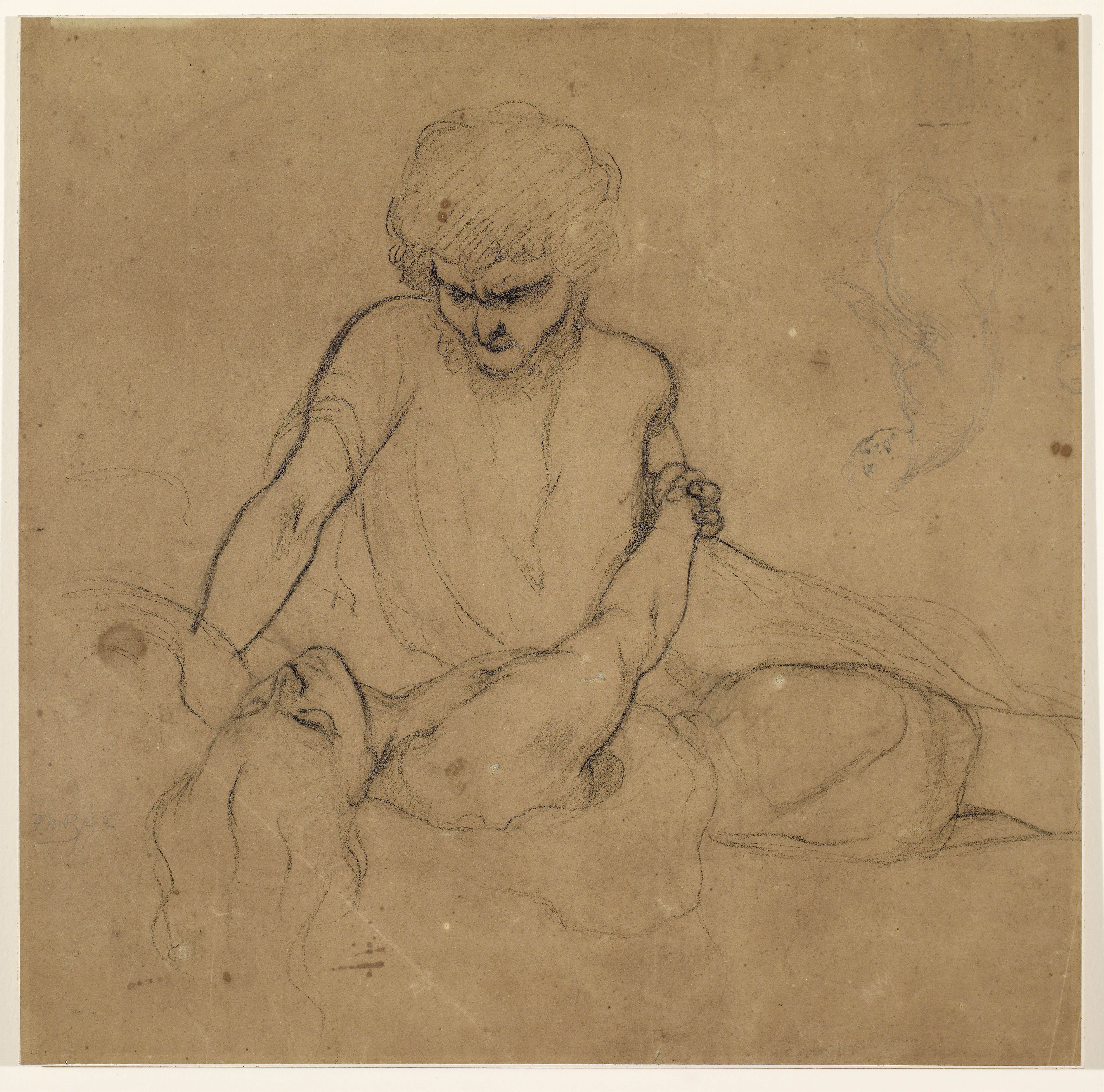
"O Sono de Parisina - Estudo para Príncipe Azo e Parisina", 1842, por Ford Madox Brown, hoje localizado no no Birmingham Museum and Art Gallery.
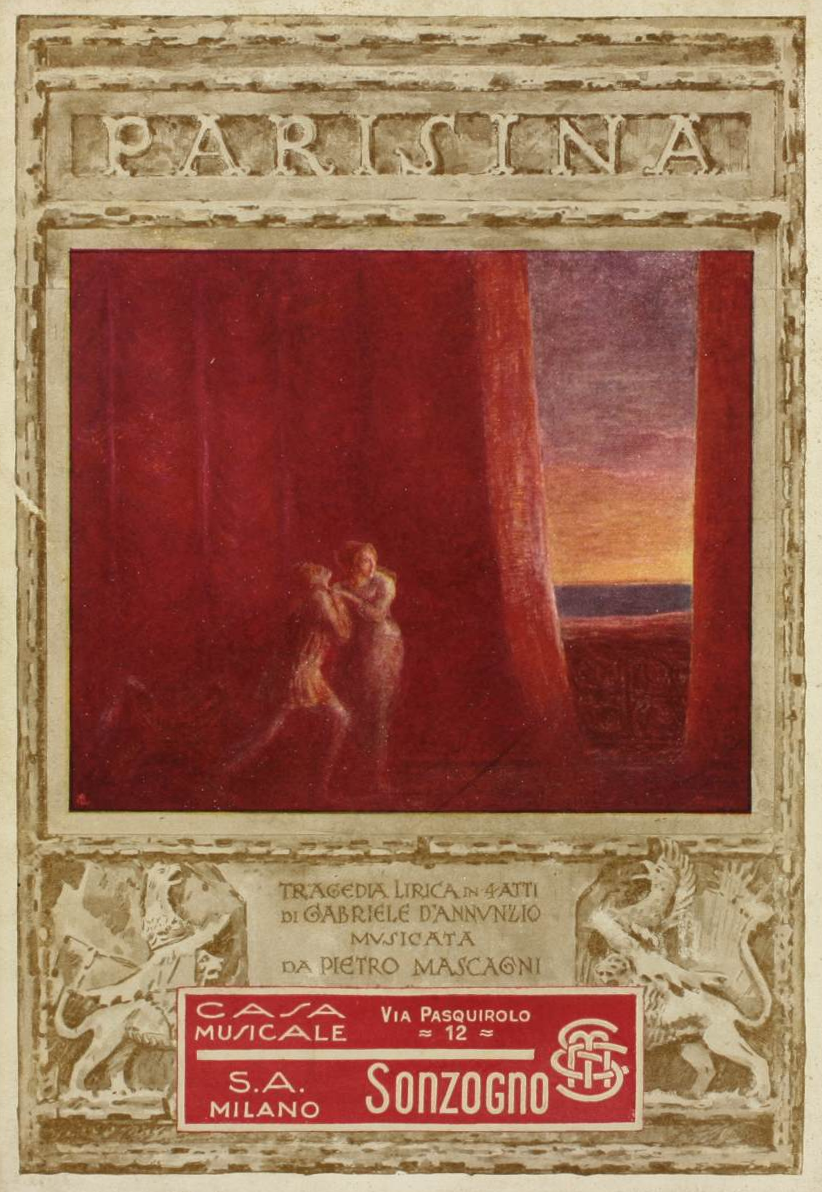
Capa do libreto de Pietro Mascagni, 1913